# Lattinestus
Lattinestus – rodzaj pluskwiaków z rodziny ziemikowatych i podrodziny Amnestinae. Obejmuje 7 opisanych gatunków.

## Morfologia
Chrząszcze o ciele długości od 2,4 do 3,1 mm, w zarysie prawie równoległobocznym do szeroko-owalnego, obustronnie wypukłym, ubarwionym w odcieniach brązu. Głowa jest nieco szersza niż dłuższa, zaopatrzona w poprzeczne oczy złożone, pozbawiona przyoczek. Nadustek jest dłuższy niż płytki żuwaczkowe. Czułki zbudowane są z pięciu członów, z których drugi jest bardzo krótki. Kłujka w spoczynku sięga ku tyłowi w okolice środkowej pary bioder. Przedplecze jest wypukłe, o ziarenkowatych, niekiedy mocno rozpłaszczonych brzegach bocznych, pozbawione przykrawędziowych szeregów chetoporów. Tarczka ma kształt niewiele szerszego niż dłuższego trójkąta o zaostrzonym wierzchołku. Półpokrywy mają słabo wyodrębnione międzykrywki i mezokoria oraz zredukowane lub całkiem zanikłe zakrywki, nigdy nie zajmujące więcej niż 1/7 długości półpokrywy. Przedpiersie ma szeroką bruzdę środkową i dobrze wykształcone żeberka po bokach. Ewaporatoria gruczołów zapachowych zajmują większą część mezopleur i ⅔ powierzchni metapleur. Ujścia gruczołów przedłużają się w pasma wysklepionego, wygładzonego oskórka. 
Zapiersie ma pośrodku żeberko wchodzące między biodra. Odnóża są długie. Przednia ich para ma golenie rozszerzone i zaopatrzone w szereg tęgich kolców na grzbietowej stronie. Odwłok ma wypukłe sternity pokryte drobnymi punktami, z których wyrastają długie, złociste szczecinki.

## Ekologia i występowanie
Owady te bytują w ściółce. Spotykane są na stosunkowo dużych wysokościach.
Rodzaj neotropikalny, rozmieszczony od Meksyku przez Gwatemalę i Kostarykę po Ekwador.

## Taksonomia
Takson ten wprowadzony został w 2008 roku przez Josepha Egera na łamach „Proceedings of the Entomological Society of Washington”. Nazwę rodzajową nadano na cześć Johna Daniela Lattina. Gatunkiem typowym wyznaczono L. andersoni. Do rodzaju tego zalicza się 7 opisanych gatunków:
- Lattinestus amplus Eger, 2008
- Lattinestus andersoni Eger, 2008
- Lattinestus barrerai Mayorga-Martínez et Brailovsky, 2012
- Lattinestus branstetteri Mayorga-Martínez et Brailovsky, 2012
- Lattinestus cervanesti Mayorga-Martínez et Brailovsky, 2012
- Lattinestus coleopterus Eger, 2008
- Lattinestus egeri Mayorga-Martínez et Brailovsky, 2012